# Horváth János (ügyész)
Horváth János Antal (Kecskemét, 1853. június 13. – Budapest, 1922. október 3.) jogi doktor és királyi főügyész.

## Élete
Horváth János gyakorló orvos és Kollerich Vilma fiaként született, 1853. június 16-án keresztelték Kecskeméten. Horváth Ádám jogász bátyja. Gondos nevelésben részesült; középiskoláit (1863-70) a helybeli református gimnáziumban végezte; 1872-73-ban a harmadévet az ottani jogakadémián töltötte, 1873-tól a budapesti egyetemen hallgatta a jogi tanulmányokat. 1877. októberben jog- és államtudományi doktorrá avatták és 1878. januárban nyert ügyvédi oklevelet. Időközben az akkor fönnállott pesti, majd budapesti királyi törvényszéknél, majd a budapesti királyi ítélőtáblánál működött mint gyakornok, segédfogalmazó és fogalmazó. 1886-tól elsősorban a budapesti, majd 1891-től a pestvidéki királyi ügyészségnél mint királyi alügyész működőtt. 1904-től budapesti egyetem magántanára volt. 
Irodalmi működése 1873-ban kezdődött, mikor a kecskeméti jogakadémián Kecskemét város Széchenyi-díját nyerte el: A török-magyar harczok eredete s azok befolyásáról sat. c. pályaművel. (Kéziratban maradt.) Ez időtől fogva néhány évig a Kecskeméti Lapokban jelentek meg dolgozatai. 1875 és 1890 között a német egyetemeken annyira kifejlett, jogi korrepetícióval foglalkozott, majd külföldön tett egyes utazásokat. 1895-ben a Jogba és Ügyvédek Lapjába iránycikkeket, tanulmány-töredékeket és könyvbírálatokat írt; a Pesti Napló is közölt tőle ez évben ismételten cikkeket.

## Munkái
- A magyar királyság közjoga. Budapest, 1893 (Ism. Nemzet 332. sz.)
- Az 1867. évi kiegyezés. Történelmi, közjogi és politikai tanulmány. Budapest, 1894
- Kossuth Lajos, mint Pestmegye követe és mint miniszter a 67-es kiegyezés és a függetlenségi párt programmja szempontjából. Budapest, 1895
- Az 1722-23 I. II. III. törvényczikkek által elfogadott pragmatica sanctio lényege a magyar közjogban. Budapest, 1898
- A közös ügyek előzményei és fejlődése (1526-1848), Budapest, 1902 Online
- Az októberi diplomától a koronázásig, Budapest, 1903